# Аки (Казань)
Аки́ (тат. Әки, Äki) — посёлок в Советском районе Казани.

## Расположение
Посёлок расположен в северо-восточной части Казани, на реке Киндерка.

## История
Предположительно возник не позднее периода Казанского ханства. В источниках XVII века Аки упоминается как дворцовая деревня.
Четвёртая ревизия 1781 года выявила в деревне 136 ревизских душ дворцовых крестьян; позже они перешли в разряд удельных крестьян.
На конец XIX века деревня имела земельный надел площадью 1046 десятин; кроме сельского хозяйства жители Аки занимались кузнечным промыслом, ломкой камня на подземных каменоломнях вблизи деревни (акинский камень использовался в том числе и для мощения казанских улиц), часть жителей уходила на заработки в города; в церковно-административном отношении входила в приход села Царицыно Воскресенской волости. В 1874 году через Аки прошла первая линия казанского водопровода, который питали в том числе родники, расположенные вблизи деревни.
В 1940-е годы южнее деревни была проложен участок железной дороги Казань (Дербышки) — Бугульма (Акбаш), которая так и не была пущена в эксплуатацию.
С середины XIX века до 1927 года деревня входила в Воскресенскую волость Казанского уезда Казанской губернии (с 1920 года — Арского кантона Татарской АССР). После введения районного деления в Татарской АССР в составе Казанского пригородного (1927—1938), Юдинского (1938—1950), Высокогорского (1950—1963), Зеленодольского (1963—1965) и вновь Высокогорского (1965—1998) районов Татарской АССР (Республики Татарстан). На низшем административном уровне до первой половины 1930-х года Аки входили в Акинский сельсовет, образованный в марте 1918 года, с 1932 года в Киндерский сельсовет, а с 1959 года в Высокогорский сельсовет. В 1998 году деревня присоединена к Советскому району Казани.
В советское время часть жилого фонда посёлка имела ведомственную принадлежность (ПО «Нерудматериалы», трест «Промстройматериалы»).

## Улицы
- Волкова (тат. Волков урамы, Volkof uramı). Начинаясь от Садовой улицы, пересекает Овражную улицу и заканчивается, дойдя до садового товарищества «Акинское». Названа в честь секретаря местной комсомольской ячейки, убитого кулаками[24].
- Калиновая (тат. Балан урамы, Balan uramı). Начинается от Садовой улицы. Длина — 0,4 км[25].
- Овражная (тат. Чокырлы урам, Çoqırlı uram). Начинаясь от улицы Волкова, заканчивается, дойдя до садового товарищества «Акинское».
- Садовая (тат. Бакчалы урам, Baqçalı uram). Начинаясь от Транспортной улицы, пересекает реку Киндерку, улицы Трансформаторная, Волкова, Калиновая, Сосновая и заканчивается, дойдя до садового товарищества «Монтажник». Длина — 0,5 км[26].
- Светлая (тат. Якты урам, Yaqtı uram). Начинаясь от Трансформаторной улицы, пересекает Овражную улицу и заканчивается, дойдя до садового товарищества «Акинское». Длина — 0,4 км[27].
- Сосновая (тат. Сосновая урамы, нет метки). Начинаясь от Садовой улицы, пересекает 2-ю Сосновую улицу и заканчивается у леса между садовыми товариществами «Акинское» и «Фотон»; ещё одно ответвление улицы идёт параллельно 2-й Сосновой улице и заканчивается, немного не доходя до садового товарищества «Монтажник». Длина — 0,6 км.
- Сосновая 2-я (тат. 2 нче Наратлы урам, 2 nçe Naratlı uram). Начинаясь от Сосновой улицы. Длина — 0,2 км[28].
- Транспортная (тат. Транспорт урамы, Transport uramı). Начинаясь от Утренней улицы, пересекает Садовую улицу, идя вдоль реки Киндерки, и заканчивается у садового товарищества «Фреон». Длина — 0,7 км[29].
- Трансформаторная (тат. Рәвешүзгәрткеч урамы, Räweşüzgärtkeç uramı). Начинаясь от Садовой улицы, пересекает Светлую улицу, и заканчивается, переходя в Набережную улицу Новой Сосновки. Длина — 0,7 км[29].

## Транспорт
До посёлка ходит автобусный маршрут № 9.

## Примечательные объекты
- Остатки железнодорожной насыпи[31].